# Герман (Тіміш)
Герман (рум. Gherman) — село у повіті Тіміш в Румунії. Входить до складу комуни Жаму-Маре.
Село розташоване на відстані 384 км на захід від Бухареста, 55 км на південь від Тімішоари.

## Населення
За даними перепису населення 2002 року у селі проживали 280 осіб, усі — румуни. Усі жителі села рідною мовою назвали румунську.